# Chlamydera cerviniventris
Chlamydera cerviniventris е вид птица от семейство Ptilonorhynchidae.

## Разпространение
Видът е разпространен в Австралия, Индонезия и Папуа Нова Гвинея.